# برج بنك المركزي الإيراني
مبنى البنك المركزي الإيراني (بالفارسية: برج بانک مرکزی) ، هي المبنى الرئيسي للبنك المركزي الإيراني، أنشئت شهر يوليو عام 2005م، وتقع المقر الحالي بالعاصمة الإيرانية طهران ، تبلغ طول البرج نحو 130 متر.